# Gmina Vrbnik
Gmina Vrbnik (chorw. Općina Vrbnik) – gmina w Chorwacji, w żupanii primorsko-gorskiej. W 2011 roku liczyła  1260 mieszkańców.